# Амелин, Алексей Степанович
Алексе́й Степа́нович Аме́лин (12 марта 1921 — 24 декабря 1981) — советский офицер, командир эскадрильи 240-го истребительного авиационного полка 302-й истребительной авиационной дивизии 4-го истребительного авиационного корпуса 5-й воздушной армии 2-го Украинского фронта. Герой Советского Союза (26.10.1944), старший лейтенант, Гвардии полковник в отставке.

## Биография

### Довоенные годы
Родился в семье крестьянина. В Москву переехал в 1929 году. Окончил восемь классов, впоследствии поступил в Московский авиационный техникум. В 1939 году вступает в Красную Армию. Оканчивает Мелитопольское военно-авиационное училище лётнабов и штурманов (1940) и Чугуевское военное авиационное училище лётчиков (1941). В последнем Амелин работал лётчиком-инструктором до 1942 года. В 1943 году становится членом ВКП(б).

### Великая Отечественная война
С марта 1943 года воевал на Воронежском, Степном и 2-м Украинском фронтах Великой Отечественной войны. Амелин принимал участие в Курской битве, в боях над Днепром, Днестром, Прутом, Румынией, Венгрией и Чехословакией.
Указом Президиума Верховного Совета СССР от 26 октября 1944 года за образцовое выполнение боевых заданий командования на фронте борьбы с немецко-фашистским захватчиками и проявленные при этом мужество и героизм старшему лейтенанту Амелину Алексею Степановичу присвоено звание Героя Советского Союза с вручением ордена Ленина и медали «Золотая Звезда».
В наградном листе указано:

28.4.44 года прикрывая свои войска в районе северо-восточнее ВУРТУРУЛ в составе 6 ЛА-5 атаковал 30 Ю-87 под прикрытием 6 МЕ-109 и 7 ФВ-190. Бомбардировщики противника к цели не допущены. Решительным манёвром наших истребителей рассеяны…
На момент окончания войны лично сбил 17 самолётов противника в 87-ми воздушных боях.

### Послевоенный период
После войны Амелин продолжил службу в рядах ВВС. С 1960 года — полковник в отставке. Работал старшим диспетчером аэропорта Внуково. Умер 24 декабря 1981 года. Похоронен на Кузьминском кладбище в Москве.

## Награды
- Медаль «Золотая Звезда» Героя Советского Союза (26.10.1944, медаль № 2606)
- Орден Ленина (26.10.1944)
- Четыре ордена Красного Знамени (22.07.1943; 28.10.1943; 06.06.1945; 23.01.1957)
- Орден Отечественной войны II степени (30.04.1943)
- Три ордена Красной Звезды (13.05.1945; 22.02.1955; 26.10.1955)
- Медали, в том числе:
  - Медаль «За победу над Германией в Великой Отечественной войне 1941—1945 гг.»
  - Юбилейная медаль «Двадцать лет Победы в Великой Отечественной войне 1941—1945 гг.»
  - Юбилейная медаль «Тридцать лет Победы в Великой Отечественной войне 1941—1945 гг.»